# Antero Niittymäki
Antero Pertti Elias Niittymäki, född 18 juni 1980 i Åbo i Finland, är en finländsk före detta professionell ishockeymålvakt. Niittymäki har spelat i FM-ligan och AHL och gick 2005 till Philadelphia Flyers i NHL. Niittymäki spelade i Vinter-OS 2006 där han blev utsedd till turneringens mest värdefulla spelare.
10 juli 2009 skrev Niittymäki på ett kontrakt för Tampa Bay Lightning.
1 juli 2010 skrev han på för San Jose Sharks. I april 2013 meddelade Niittymäki officiellt att han lägger av.